# Papilio prexaspes
Papilio prexaspes is een vlinder uit de familie van de pages (Papilionidae). De wetenschappelijke naam van dit taxon is voor het eerst geldig gepubliceerd in 1865 door vader en zoon Felder.